# Effets Secondaires
Effets Secondaires  è il secondo album in studio della cantante  pop rock francese Emma Daumas, pubblicato il 13 febbraio 2006 in Francia  dall'etichetta discografica Polydor.

## Tracce
1. À Ma Place
2. Regarde Nous
3. S'Il Te Plaît
4. Mon Tombeur
5. Blood Mobile
6. Dommage
7. Celle Que Tu Crois
8. Club Addict
9. Au Bonheur Des Hommes
10. Ailleurs
11. Même Pas En Rêve
12. Paranoïa
13. Sous Tès Mains
14. You Got Me (duetto con Eskobar)